# 峃口镇
峃口镇，是中华人民共和国浙江省温州市文成县下辖的一个乡镇级行政单位。

## 行政区划
峃口镇下辖以下地区：
鱼局村、新联村、龙车村、峃口村、九山村、城东村、驮垟尾村、良坑村、渡渎村和溪口村。